# Zębiełek luzoński
Zębiełek luzoński (Crocidura grayi) – gatunek owadożernego ssaka z rodziny ryjówkowatych (Soricidae). Występuje endemicznie na Filipinach, gdzie zamieszkuje Luzon i Mindoro. Siedliskiem tego gatunku są nizinne i górskie, omszałe lasy na wysokości 250–2400 m n.p.m.. Nie występuje poza obszarami leśnymi. W Czerwonej księdze gatunków zagrożonych Międzynarodowej Unii Ochrony Przyrody i Jej Zasobów został zaliczony do kategorii LC (najmniejszej troski). Głównym zagrożeniem dla tego ssaka jest wylesianie zwłaszcza na niższych wysokościach.